# Vai via
Vai Via è un singolo di Paolo Meneguzzi, pubblicato l'11 settembre 2008 solo per il download, non in versione fisica.
Si tratta del terzo estratto dall'album Corro via dello stesso anno.

## Classifica
| Classifica | Posizione massima |
| ---------- | ----------------- |
| Italia     | 45                |